# Maigret e il corpo senza testa
Maigret e il corpo senza testa (titolo originale francese Maigret et le Corps sans tête), pubblicato in traduzione italiana anche col titolo Il corpo senza testa, è un romanzo poliziesco di Georges Simenon con protagonista il Commissario Maigret, il quarantasettesimo della serie dedicata al celebre commissario.
Il romanzo fu scritto alla tenuta Shadow Rock Farm di Lakeville (Connecticut), negli USA, dal 15, o 16, al 25 gennaio 1955: ultimo Maigret scritto in America, fu pubblicato il 2 giugno del 1955, in Francia, per l'editore Presses de la Cité.
Si svolge a Parigi sulle banchine confinanti il canale Saint-Martin, a metà degli anni Cinquanta. L'inchiesta ha luogo a partire dal 23 marzo (la data è indicata precisamente) e dura quattro giorni. I barcaioli di stanza a una chiusa sollevano il braccio di un uomo. La polizia trova pezzi di corpo smembrato a cui manca la testa. Chiedono aiuto al commissario Maigret, che fa la conoscenza della proprietaria di un bistrot del quartiere, la quale, curiosamente, sembra poco preoccupata dell'assenza prolungata del marito, che si suppone sia andato a comprare del vino dai viticultori vicino a Poitiers.

## Trama

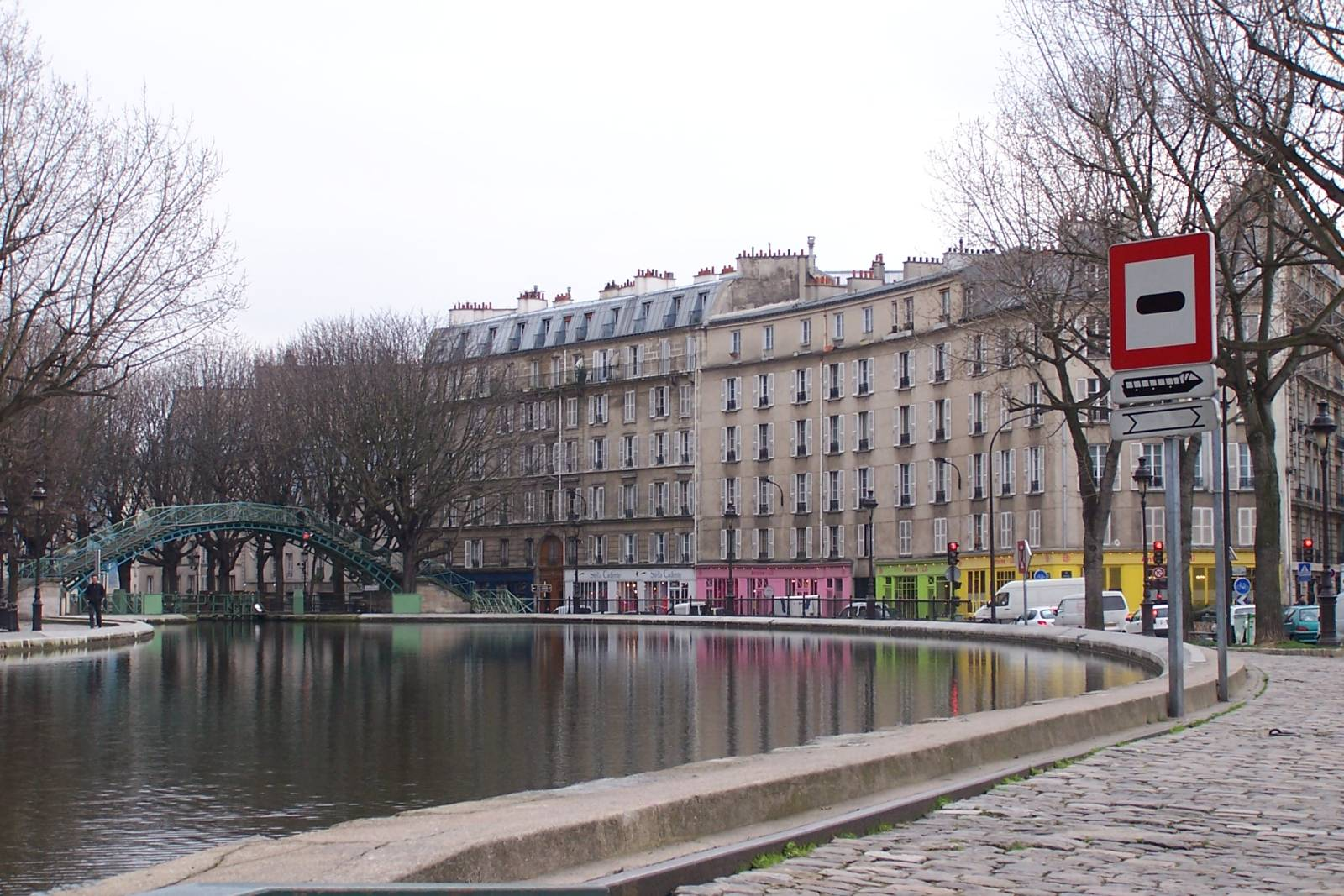
Veduta del Canal Saint-Martin che si affaccia sul Quai de Valmy, a Parigi

Sul fondo del Canal Saint-Martin viene rinvenuto il corpo di un uomo, fatto a pezzi. Le ricerche portano a galla tutte le membra, fuorché la testa. Maigret arriva sul posto ed entra al piccolo bistrot vicino al luogo delle ricerche, in Quai de Valmy, ed è subito incuriosito dalla proprietaria, Aline Boissancourt, sposata Calas, stranamente taciturna nonostante il rinvenimento del cadavere davanti al suo locale. Nel commissario comincia a farsi largo la convinzione che il corpo nel canale possa essere quello del marito di Aline, Omer Calas, che, come afferma Aline, si trova in viaggio d'affari. La convinzione di Maigret si rivela esatta quando si scopre che Aline, venticinque anni prima, ripudiò l'eredità dell'odiato padre e scappò da casa con Omer, allora semplice lavorante alle dipendenze del padre di lei. Alla morte del vecchio Boissancourt, il notaio Canonge viene incaricato di trovare gli eredi e giunge al cafè sul canale Saint-Martin. Aline continua a rifiutare l'ingente eredità del padre, ma Omer viene a conoscenza sia dell'eredità, sia del rifiuto della moglie, e fa di tutto per entrare in possesso dell'eredità, senza però riuscirvi. L'amante di Aline, il giovane Dieudonné Pape, lo uccide quando, entrando al piccolo bistrot di Quai de Valmy, scopre Omer che picchia Aline nel tentativo di costringerla ad accettare l'eredità.

## Adattamenti

### Televisione
- Episodio dal titolo The Simple Case, facente parte della serie televisiva Maigret, trasmesso per la prima volta sulla BBC il 30 ottobre 1961, con Rupert Davies nel ruolo del commissario Maigret.
- Episodio dal titolo Maigret et le corps sans tête, facente parte della serie televisiva Les enquêtes du commissaire Maigret per la regia di Marcel Cravenne, trasmesso per la prima volta su Antenne 2 l'8 marzo 1974, con Jean Richard nel ruolo del commissario Maigret.
- Episodio dal titolo Maigret et le corps sans tête, facente parte della serie televisiva Il commissario Maigret per la regia di Serge Leroy, trasmesso per la prima volta l'11 settembre 1992, con Bruno Cremer nel ruolo del commissario Maigret. In Italia l'episodio è apparso col titolo Maigret e il corpo senza testa.

## Edizioni italiane
- Maigret e il corpo senza testa, traduzione di Sarah Cantoni, Collana Il girasole. Biblioteca Economica Mondadori n.63, Milano, Arnoldo Mondadori Editore, 1957.[1] - Collana Il girasole n.200, Mondadori, 1962; Collana Le inchieste del commissario Maigret n.51, Mondadori, 1968; Collana Oscar n.555, Mondadori, 1974.
- Maigret e il corpo senza testa, traduzione di Marianna Basile, Collana Oscar Gialli n.261, Milano, Mondadori, 1992.
- Maigret e il corpo senza testa, traduzione di Margherita Belardetti, Collana gli Adelphi. Le inchieste di Maigret n.277, Milano, Adelphi, 2005,  p. 170, ISBN 978-88-459-2028-8.
- in  I Maigret 10, Collana Maigret, Milano, Adelphi, 2015, ISBN 978-88-459-3018-8. - nuova ed., Adelphi, 2019, ISBN 978-88-459-3382-0.